# Astrid Fendt

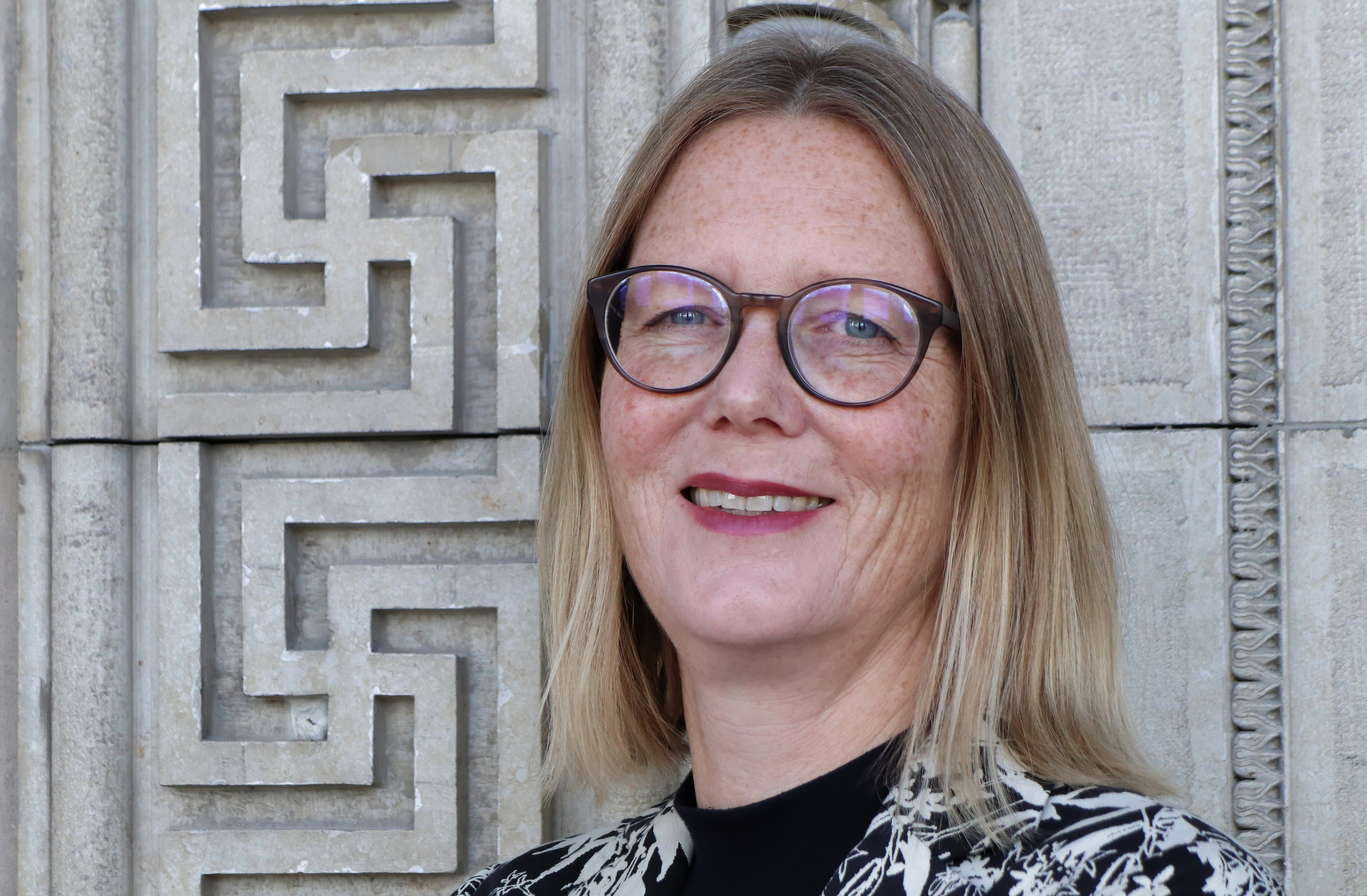
Astrid Fendt, 2022

Astrid Fendt (* 26. August 1970 in Untrasried im Allgäu) ist eine deutsche Klassische Archäologin, Kunsthistorikerin und Althistorikerin. Bis Anfang 2023 war sie Oberkonservatorin (Kuratorin) bei den Staatlichen Antikensammlungen  und Glyptothek München. Seit Februar 2023 ist sie Leiterin der Fachabteilung Archäologie und Referentin für Klassische sowie Provinzialrömische Archäologie am Landesmuseum Württemberg in Stuttgart. Ihre Spezialgebiete sind die antike Skulptur, antiker Schmuck, antike Textilien und die Rezeption und Restaurierung von Antiken.

## Herkunft und Ausbildung
Astrid Fendt wuchs in Untrasried im Ostallgäu auf. Das Abitur absolvierte sie am Allgäu-Gymnasium Kempten. Von 1998 bis 2002 studierte sie Klassische Archäologie, Kunstgeschichte und Alte Geschichte an der Universität München, an der der Freien Universität Berlin sowie an der Universität Leipzig. Den Abschluss Magistra Artium erwarb sie 2003 mit der Arbeit „Im Gewand der Amazone. Zur Ikonografie eines antiken Identifikationsmodells“. Promoviert wurde sie 2009 an der Universität Bielefeld mit einer Studie über „Archäologie und Restaurierung. Die Skulpturenergänzungen in der Berliner Antikensammlung des 19. Jahrhunderts“. Betreut wurde die Doktorarbeit von Uwe Walter und Hans-Ulrich Cain von 2006 bis 2009 in der Graduate School in History and Sociology, Graduiertenkolleg „Archiv, Macht, Wissen. Organisieren, Kontrollieren, Zerstören von Wissensbeständen von der Antike bis zur Gegenwart (GK 1049)“. 2012 wurde die Arbeit mit dem Wülfing-Stipendium des Deutschen Archäologischen Instituts ausgezeichnet.

## Beruflicher Werdegang

### Journalistin und Steinmetzin
Von 1991 bis 1994 war Astrid Fendt nach einem Volontariat bei der Augsburger Allgemeinen/Allgäuer Zeitung als Redakteurin mit Schwerpunkt Lokaljournalismus in den Redaktionen in Buchloe und Lindenberg im Allgäu tätig. Von 1995 bis 1997 absolvierte sie eine Berufsausbildung zur Steinmetzin bei Michael Pfanner in Scheffau im Westallgäu und war bis 1998 als Steinmetzgesellin in der Dr. Pfanner GmbH an der Restaurierung des Siegestores in München beteiligt.

### Antikensammlung Berlin
Nach ihrem Studium und dem Erwerb des Magistertitels leitete Fendt von 2004 bis 2006 das Berliner Büro der ARGE Pfanner für das Projekt „Planung der Restaurierung und Baufreimachung der Antikensammlung im Pergamonmuseum in Berlin“. Sie war dort zudem verantwortlich für die Teilprojekte „Planung der Sicherung und Baufreimachung der beweglichen Objekte im Pergamonmuseum“ und „Orpheus-Mosaik im Neuen Museum“.
Von 2009 bis 2012 war Astrid Fendt wissenschaftliche Mitarbeiterin bei der Antikensammlung der Staatlichen Museen zu Berlin im Verbundprojekt „Berliner Skulpturennetzwerk – Kontextualisierung und Übersetzung antiker Plastik“. Dort war sie für das Teilprojekt „Erschließung der römischen Skulptur“ tätig.

### Antikensammlungen und Glyptothek München
Seit 2012 war Astrid Fendt Konservatorin (Kuratorin), seit 2019 Oberkonservatorin bei den Staatlichen Antikensammlungen und Glyptothek München in München. Dort fungierte sie als Referentin für Öffentlichkeitsarbeit, Marketing und Social Media. 2019 gründete sie gemeinsam mit Maike Sieler das Netzwerk Antike in Bayern, dessen Sprecherin sie war. 2020 initiierte sie Instagram, Facebook, Twitter und TikTok für die Museen am Königsplatz, 2022 den Podcast „Antike Hören“.
Seit 2021 ist Fendt Mitglied im Netzwerk „Europe Through Textiles: Network for an integrated and interdisciplinary Humanities (EuroWeb, COST CA19131)“. Des Weiteren betreute sie das Zweigmuseum Pompejanum in Aschaffenburg und war für die Koordination der Museumspädagogik in Kooperation mit dem Museumspädagogischen Zentrum München (MPZ) zuständig.

### Landesmuseum Württemberg Stuttgart
Seit Februar 2023 ist sie in Nachfolge von Nina Willburger Leiterin der Fachabteilung Archäologie und Referentin für Klassische sowie Provinzialrömische Archäologie am Landesmuseum Württemberg in Stuttgart.

### Kuratierung von Sonderausstellungen
Im Rahmen ihrer Tätigkeit an den Antikensammlungen und der Glyptothek kuratierte Fendt Sonderausstellungen in München, Aschaffenburg, Kempten und anderen Städten. Beispielsweise zum Thema „Begegnungen – Ausleihe von Kunstwerken anlässlich des 1. Münchner Kunstarealfestes“, erste von Astrid Fendt 2014 in den Antikensammlungen kuratierte Ausstellung. Ein Thema der Forschungs- und Ausstellungstätigkeit von Fendt sind die Götter der Antike. Eine der hierzu kuratierte Sonderausstellung mit dem Titel „Die Unsterblichen – Götter Griechenlands“ fand 2014 im von den Antikensammlungen betreuten Pompejanum in Aschaffenburg statt. „Die Griechen in Italien“ war das Thema der von Fendt in den Antikensammlungen im Pompejanum in Aschaffenburg 2013–2014 betreuten Ausstellung.
2015 kuratierte sie ebenfalls im Pompejanum in Aschaffenburg die Sonderausstellung „Mythos Troja“, im Jahr darauf, 2016, betreute sie im Marstall in Kempten im Allgäu die Ausstellung „Beim Zeus! Geschichten von Göttern und Helden“. In Kooperation mit der AMD Akademie Mode & Design München und Hamburg sowie dem Archäologischen Museum Zagreb kuratierte Fendt 2017–2019 die Ausstellung „Divine X Design. Das Kleid der Antike“, Sie wurde in den Antikensammlungen und in der Glyptothek in München, im Pompejanum in Aschaffenburg und im Archäologischen Museum Zagreb gezeigt.
Anlässlich des 200-jährigen Jubiläums des Beginns des griechischen Freiheitskampfs gestaltete Fendt 2021 in der Glyptothek und in den Staatlichen Antikensammlungen die Sonderausstellung „Hellas in München – 200 Jahre bayerisch-griechische Freundschaft“.
2022 war einer der Schwerpunkte der Ausstellungsaktivitäten von Astrid Fendt die Wanderausstellung Museumsnetzwerk „Antike in Bayern“, in Kooperation mit der Landesstelle für die nichtstaatlichen Museen in Bayern und sieben Museen in Augsburg, Aschaffenburg, Kempten, Manching, München und Weißenburg.

## Lehrtätigkeit
- 2014 bis 2023 lehrte Astrid Fendt an der Bayerischen Theaterakademie August Everding München, Studiengang Maskenbild – Theater und Film, „fachspezifische Kulturwissenschaften mit dem Schwerpunkt Kunstgeschichte“[25] und realisierte 2017 mit Studierenden das Projekt „Hautnah“ in der Glyptothek München.[26]
- 2021 bis 2022 hatte sie an der Hochschule Fresenius München einen Lehrauftrag zu „Design-, Kunst- und Kommunikationsgeschichte“ im Fachbereich Wirtschaft & Medien.
- 2021 unterrichtete sie am Institut für Klassische Archäologie der Universität Augsburg das Proseminar „Antike Mischwesen digital ausgestellt“.
- Von 2013 bis 2021 begleitete Fendt am Institut für Klassische Archäologie der Universität München die Übung von Susanne Pfisterer-Haas „Vermittlung antiker Inhalte an Kinder und Jugendliche“ und erstellte hierfür die Konzeption eines Ferienprogramms für Kinder in den Museen am Königsplatz.
- Von 2007 bis 2009 unterrichtete sie an der Fakultät für Geschichtswissenschaften der Universität Bielefeld „Historisches Orientierungswissen Alte Geschichte“.

## Ausgrabungstätigkeiten
Von 1998 bis 2011 war Astrid Fendt als studentische und wissenschaftliche Mitarbeiterin sowie als Steinmetzin an Ausgrabungen beteiligt in Kempten im Allgäu in der Stadtarchäologie im Projekt Hildegardplatz, Olympia, Griechenland (DAI Athen, diverse Anastilosisprojekte u. a. Zeustempel, Philippeion, Ptolemäer-Weihegeschenk), Pompeji, Italien (DAI Rom, Projekt Casa dei Postumii), Milet, Türkei (Projekt Sockel des Markttors), Ostia Antica, Italien (Humboldt-Universität zu Berlin, Projekt Platzanlagen im Zentrum von Ostia Antica).

## Publikationen (Auswahl)

### Monografien und Herausgeberschaften
- Archäologie und Restaurierung. Die Skulpturenergänzungen in der Berliner Antikensammlung des 19. Jahrhunderts. De Gruyter, Berlin 2012, ISBN 978-3-11-024743-5 (= Dissertation).
- Der Münchner Königsplatz und seine Bauten. Staatliche Antikensammlungen und Glyptothek München, München 2013, OCLC 879507574.
- mit Claudia Sedlarz, Jürgen Zimmer (Hrsg.): Aloys Hirt in Berlin. Kulturmanagement im frühen 19. Jahrhundert. Deutscher Kunstverlag, Berlin 2014, ISBN 978-3-422-06915-2.

### Ausstellungskataloge
- Die Griechen in Italien. Staatliche Antikensammlungen und Glyptothek München sowie Pompejanum Aschaffenburg, Lindenberg 2013, OCLC 859377101.
- (Herausgeberin und Autorin), Ekkehard Baumgartner, Florian Knauß, Elke Katharina Wittich: Divine X Design. Das Kleid der Antike. Ausstellungskatalog. Staatliche Antikensammlungen und Glyptothek München, Mainz 2017, ISBN 978-3-945751-85-5.
- (Co-Herausgeberin und Autorin), Florian Knauß und Vassilia Triarchi-Hermann: Hellas in München. 200 Jahre bayerisch-griechische Freundschaft. (= Schriftenreihe des Otto-König-von-Griechenland-Museums Ottobrunn. Bd. 33). Ausstellungskatalog. Staatliche Antikensammlungen und Glyptothek München, München 2021, ISBN 978-3-9823922-0-2. (deutsch-neugriechisch)

### Beiträge (Auswahl)

#### Antike Kulturgeschichte
- Von Wohlstand und Machtverlust. In: Florian S. Knauß, Jörg Gebauer (Hrsg.): Die Etrusker. Von Villanova bis Rom. Ausstellungskatalog. Staatliche Antikensammlungen und Glyptothek München, München 2015, ISBN 978-3-945751-10-7, S. 200–253.
- Bilder vom Krieg. Vom Kriegerabschied bis zur Plünderung und Vertreibung. In: Florian Knauß, Christian Gliwitzky (Hrsg.): Salamis 480. Ausstellungskatalog. Staatliche Antikensammlungen und Glyptothek München München, München 2021, ISBN 978-3-933200-45-7, S. 160–189.

#### Antike Skulptur
- Helios und die Göttin. Zwei vergessene Kolossalstatuen aus dem römischen Ägypten in der Berliner Antikensammlung. In: Jahrbuch der Berliner Museen, NF 51, 2009, ISBN 978-3-7861-2593-8, S. 47–61.
- The Sculptures of the Temple of Aphaia on Aigina in their Contemporary Context. In: Olga Palagia, Elisavet P. Sioumpara (Hrsg.): From Hippias to Kallias. Greek Art in Athens and Beyond. 527–449 BC. Athen 2019, ISBN 978-618-5120-21-4, S. 193–204.
- Das Eigenleben der Kopie. Serialität und Versionen von Statuen in der römischen Antike / The Independent Life of the Copy – Serial Production and Versions of Statues in Ancient Rome. In: Jacky Strenz (Hrsg.): Makus Ebner, Zuneigung. Leipzig 2022, ISBN 978-3-95905-568-0, S. 48–71 (dt. / engl.)

#### Antikenrestaurierung
- Il de-restauro delle antiche statue marmoree nei musei tedeschi nel XIX e XX secolo. In: Maria Beatrice Failla u. a. (Hrsg.): La cultura del restauro. Modelli di ricezione per la museologia e la storia dell’arte. Roma 2014, S. 153–183, ISBN 978-88-98229-17-8.
- Historia de la restauración de los retratos escultóricos masculinos en la Gliptoteca de Múnich. In: Montserrat Claveria (Hrsg.): Viri Antiqui. Sevilla 2017, ISBN 978-84-472-1889-9, S. 173–187.

#### Antikenrezeption
- Antikeverständnis und Präsentationskonzepte im Berliner Alten Museum des 19. Jahrhunderts. In: Charlotte Schreiter (Hrsg.): Gipsabgüsse und antike Skulpturen: Präsentation und Kontext. Berlin 2012, ISBN 978-3-11-031688-9, S. 73–94.
- Le reproduzioni di tombe etrusche nella Alte Pinakothek di Monaco attraverso disegni e fotografie. In: Mélanges de l’École française de Rome – Antiquité. [online] 131-2, 2019, Fac-simile1: le colleczioni di documentatione grafica sulla pittura etrusca. 23. April 2020, online

#### Antiken sammeln
- Oggetti – attori – luoghi: acquisizioni romane per la Antikensammlung die Berlino nella seconda metà dell’Ottocento. In: Carmela Capaldi u. a. (Hrsg.): Archeologia italiana e tedesca in Italia durante la costituzione dello Stato Unitario, Atti delle giornate internazionali di studio Roma 20–21 settembre – Napoli 23 novembre 2011. Pozzuoli 2014, ISBN 978-88-7478-033-4, S. 371–403.
- Devotionalien und Dekor. Die Berliner Sammlung antiker Architekturteile im 19. Jahrhundert. In: Barbara Feller, Martin Maischberger (Hrsg.): Außenräume in Innenräumen. Die musealen Raumkonzeptionen von Walter Andrae und Theodor Wiegand im Pergamonmuseum (= Berliner Schriften zur Museumsforschung, Bd. 37). Berlin 2018, ISBN 978-3-947717-01-9, S. 43–73.
- Passion and Innovation, Prestige and Tradition: Private Antiquities Collections in Munich around 1900. In: Jeffrey Henderson, Richard Thomas (Hrsg.): James Loeb, collector and connoisseur ; proceedings of the second James Loeb Biennial Conference, Munich and Murnau, 6-8 June 2019. Harvard 2022, ISBN 978-0-674-27878-3, S. 213–261.

#### Bildhauerei im 19. Jahrhundert
- Das Münchner Siegestor – echt antik? In: Ingeborg Kader (Hrsg.): Das Münchner Siegestor – echt antik? Ausstellungskatalog. Museum für Abgüsse Klassischer Bildwerke München, München 2000, ISBN 3-9805981-2-8, S. 10–39.
- Skulpturenfabrik und Showroom – Thorvaldsens Studios in Rom. In: Florian Knauß (Hrsg.): Bertel Thorvaldsen und Ludwig I. Der dänische Bildhauer in bayerischem Auftrag. Ausstellungskatalog. Staatliche Antikensammlungen und Glyptothek München, München 2021, ISBN 978-3-933200-51-8, S. 162–193.
- Female patronages: the unstable beginnings of Christian Daniel Rauch’s career in his mobile workshops in Berlin, Rome and Carrara. In: Jane Fejfer, Kristine Bøggild Johannsen (Hrsg.): Sculpture Workshops as space and concept: creating the portrait. New York/London 2022, ISBN 978-0-367-42805-1, S. 141–171.